# Ајзаја Берлин
Ајзаја Берлин (у неким текстовима на српском Исаија, енгл. Isaiah Berlin, IPA: , 6. јун 1909 — Оксфорд, 5. новембар 1997), британски историчар идеја и филозоф. Рођен је у Риги у Летонији а у Уједињено Краљевство је дошао 1921. Развио је теорију о облику либералног капитализма који се заснива на његовој животној посвећености емпирицизма и утицају идеја мислилаца који се супростављају просветитељству укључујући Викоа (1668 — 1774), Хердера и Александра Херцена (1812 — 1870). Основ Берлинове филозофије је веровање у морални плурализам односно уверење да је сукоб вредности саставни део људских живота. У свом најпознатијем делу Четири огледа о слободи (1958) вредности негативне слободе стављао је изнад позитивне слободе. Берлинова дела представљају одбрану западног либерализма од тоталитаризма.
Рођен у Риги (сада главни град Летоније, тада део Руског царства) 1909. године, преселио се у Петроград, Русија, са шест година, где је био сведок револуција 1917. Године 1921, његова породица се преселила у Велику Британију, и школовао се у школи Ст Паулс, Лондон и Корпус Христи колеџу у Оксфорду. Године 1932, у узрасту од двадесет три године, Берлин је изабран за наградну стипендију на Ол Соулс колеџу у Оксфорду. Поред сопственог плодног рада, преводио је дела Ивана Тургењева са руског на енглески, а током Другог светског рата радио је за Британску дипломатску службу. Од 1957. до 1967. био је Чичелски професор друштвене и политичке теорије на Универзитету у Оксфорду. Био је председник Аристотеловског друштва од 1963. до 1964. Године 1966. одиграо је кључну улогу у стварању Волфсон колеџа у Оксфорду и постао његов оснивачки председник. Берлин је именован за CBE 1946. године, проглашен је витезом 1957. и додељен му је Орден за заслуге 1971. Он је био председник Британске академије од 1974. до 1978. Такође је добио награду Јерусалима 1979. за своју доживотну одбрану грађанских слобода, и 25. новембра 1994. добио је почасни степен доктора права на Универзитету у Торонту, за коју је прилику припремио „кратки кредо” (како га је назвао у писму пријатељу), сада познат као „Порука за Двадесет први век“, да се прочита у његово име на свечаности.

## Објављени радови
Осим Недовршеног дијалога, све књиге/издања наведена од 1978. надаље уређивао је (или, где је наведено, заједно уређивао) Хенри Харди, а све осим Карла Маркса су компилације или транскрипти предавања, есеја и писама. Дати детаљи се односе на прво и најновије издање у Великој Британији и актуелно издање у САД. Већина наслова је доступна и као е-књиге. Дванаест наслова означених са '+' доступно је на америчком тржишту у ревидираним издањима Принстон Университи Преса, са додатним материјалом из Берлина и (осим у случају Карла Маркса) новим предговорима савремених аутора; 5. издање Карла Маркса је такође доступно у Великој Британији.
- +Karl Marx: His Life and Environment, Thornton Butterworth, 1939. Karl Marx (5th изд.). Princeton University Press. 2013. ISBN 978-0691156507.
- The Age of Enlightenment: The Eighteenth-Century Philosophers, New American Library, 1956. Out of print. Second edition (2017) available online only.[9]
- +The Hedgehog and the Fox: An Essay on Tolstoy's View of History, Weidenfeld & Nicolson, London, 1953. Berlin, Isaiah (2 June 2013). The Hedgehog and the Fox: An Essay on Tolstoy's View of History - Second Edition (2nd изд.). Princeton University Press. ISBN 978-1400846634. Непознати параметар |DUPLICATE_publisher= игнорисан (помоћ); Непознати параметар |DUPLICATE_date= игнорисан (помоћ); Непознати параметар |DUPLICATE_title= игнорисан (помоћ); Непознати параметар |DUPLICATE_isbn= игнорисан (помоћ); Проверите вредност парамет(а)ра за датум: |year= / |date= mismatch (помоћ). Phoenix. . 2nd US ed., Princeton University Press, (2013) .
- Four Essays on Liberty. Superseded by: Oxford University Press. 1969. ISBN 978-0-19-281034-2.Liberty.
- Vico and Herder: Two Studies in the History of Ideas, Chatto and Windus, 1976. Superseded by Three Critics of the Enlightenment.
- Russian Thinkers (2nd изд.). Hogarth Press. 25. 3. 2008. ISBN 978-0141442204.. (edited by Henry Hardy and Aileen Kelly),, 1978.  (revised by Henry Hardy), Penguin, (2008) .
- +Concepts and Categories: Philosophical Essays, Hogarth Press, 1978. Pimlico. Berlin, Isaiah (10. 11. 2013). Concepts and Categories: Philosophical Essays - Second Edition (2nd изд.). Princeton University Press. ISBN 978-0691157498. Непознати параметар |DUPLICATE_title= игнорисан (помоћ); Непознати параметар |DUPLICATE_publisher= игнорисан (помоћ); Непознати параметар |DUPLICATE_date= игнорисан (помоћ); Непознати параметар |DUPLICATE_isbn= игнорисан (помоћ). 2013, Princeton University Press. .
- +Against the Current: Essays in the History of Ideas, Hogarth Press, 1979. Pimlico. Berlin, Isaiah (1997). Against the Current: Essays in the History of Ideas (2nd изд.). Pimlico. ISBN 978-0712666909.. 2013, Princeton University Press.
- +Personal Impressions, Hogarth Press, 1980. Berlin, Isaiah (25 May 2014). Personal Impressions: Updated Edition (3rd изд.). Princeton University Press. ISBN 978-0691157702. Непознати параметар |DUPLICATE_publisher= игнорисан (помоћ); Непознати параметар |DUPLICATE_isbn= игнорисан (помоћ); Непознати параметар |DUPLICATE_edition= игнорисан (помоћ); Проверите вредност парамет(а)ра за датум: |year= / |date= mismatch (помоћ). 2014, Princeton University Press. .
- +The Crooked Timber of Humanity: Chapters in the History of Ideas, John Murray, 1990. Berlin, Isaiah (2. 6. 2013). The Crooked Timber of Humanity: Chapters in the History of Ideas - Second Edition (2nd изд.). Princeton University Press. ISBN 978-0691155937. Непознати параметар |DUPLICATE_publisher= игнорисан (помоћ); Непознати параметар |DUPLICATE_date= игнорисан (помоћ); Непознати параметар |DUPLICATE_isbn= игнорисан (помоћ); Непознати параметар |DUPLICATE_title= игнорисан (помоћ). 2013, Princeton University Press. .
- The Magus of the North: J. G. Hamann and the Origins of Modern Irrationalism, John Murray, 1993. Superseded by Three Critics of the Enlightenment.
- +The Sense of Reality: Studies in Ideas and their History, Chatto & Windus, 1996. Pimlico. Berlin, Isaiah (5. 2. 2019). The Sense of Reality: Studies in Ideas and Their History (2nd изд.). Princeton University Press. ISBN 978-0691182872. Непознати параметар |DUPLICATE_publisher= игнорисан (помоћ); Непознати параметар |DUPLICATE_date= игнорисан (помоћ); Непознати параметар |DUPLICATE_isbn= игнорисан (помоћ). 2019, Princeton University Press. .
- Berlin, Isaiah (2013). The Proper Study of Mankind: An Anthology of Essays (2nd изд.). Penguin Random House. ISBN 978-0099582762.. (edited by Henry Hardy and Roger Hausheer) [a one-volume selection from the whole of Berlin's work], Chatto & Windus, 1997. , Vintage, (2013) .
- +The Roots of Romanticism (lectures delivered in 1965), Chatto & Windus, 1999. [imlico. Berlin, Isaiah (2. 6. 2013). The Roots of Romanticism: Second Edition (2nd изд.). Princeton University Press. ISBN 978-0691156200. Непознати параметар |DUPLICATE_title= игнорисан (помоћ); Непознати параметар |DUPLICATE_publisher= игнорисан (помоћ); Непознати параметар |DUPLICATE_date= игнорисан (помоћ); Непознати параметар |DUPLICATE_isbn= игнорисан (помоћ). 2013, Princeton University Press. .
- +Three Critics of the Enlightenment: Vico, Hamann, Herder, Pimlico, 2000. Berlin, Isaiah (10. 11. 2013). Three Critics of the Enlightenment: Vico, Hamann, Herder - Second Edition (2nd изд.). Princeton University Press. ISBN 978-0691157658. Непознати параметар |DUPLICATE_publisher= игнорисан (помоћ); Непознати параметар |DUPLICATE_date= игнорисан (помоћ); Непознати параметар |DUPLICATE_title= игнорисан (помоћ); Непознати параметар |DUPLICATE_isbn= игнорисан (помоћ). 2013, Princeton University Press. .
- +The Power of Ideas, Chatto & Windus, 2000. Pimlico. Berlin, Isaiah (10. 11. 2013). The Power of Ideas: Second Edition (2nd изд.). Princeton University Press. ISBN 978-0691157603. Непознати параметар |DUPLICATE_isbn= игнорисан (помоћ). 2013, Princeton University Press. .
- +Freedom and Its Betrayal: Six Enemies of Human Liberty (lectures delivered in 1952), Chatto & Windus, 2002. Pimlico. Berlin, Isaiah (16. 2. 2003). Freedom and Its Betrayal: Six Enemies of Human Liberty (2nd изд.). Princeton University Press. ISBN 978-0691114996. Непознати параметар |DUPLICATE_isbn= игнорисан (помоћ). 2014, Princeton University Press. .
- Liberty [revised and expanded edition of Four Essays on Liberty. Oxford University Press. ISBN 978-0199249893.],, (2002) .
- Berlin, Isaiah (2016). The Soviet Mind: Russian Culture Under Communism (2nd изд.). Brookings Institution Press. ISBN 978-0815728870. Непознати параметар |DUPLICATE_isbn= игнорисан (помоћ); Проверите вредност парамет(а)ра за датум: |year= / |date= mismatch (помоћ). Brookings Classics, (2016) .
- Berlin, Isaiah (2005). Flourishing: Letters 1928–1946. Chatto: Pimlico. ISBN 978-0712635653.& Windus, 2004. Pimlico. .
- +Political Ideas in the Romantic Age: Their Rise and Influence on Modern Thought. 1952., Chatto & Windus, (2006) Berlin, Isaiah (2008). Political Ideas in the Romantic Age: Their Rise and Influence on Modern Thought (2nd изд.). Pimlico: Princeton University Press. ISBN 978-0691126951. Непознати параметар |DUPLICATE_publisher= игнорисан (помоћ); Непознати параметар |DUPLICATE_date= игнорисан (помоћ); Непознати параметар |DUPLICATE_isbn= игнорисан (помоћ). 2014, Princeton University Press. .
- (with Beata Polanowska-Sygulska) (2006). Unfinished Dialogue. Prometheus: Prometheus Books. ISBN 978-1591023760.(2006) .
- Berlin, Isaiah (2011). Enlightening: Letters 1946-1960. Pimlico. ISBN 978-1844138340. Непознати параметар |DUPLICATE_date= игнорисан (помоћ); Непознати параметар |DUPLICATE_title= игнорисан (помоћ); Непознати параметар |DUPLICATE_isbn= игнорисан (помоћ); Непознати параметар |DUPLICATE_publisher= игнорисан (помоћ). (edited by Henry Hardy and Jennifer Holmes), Chatto & Windus, (2009) . Pimlico, .
- Berlin, Isaiah (2013). Building: Letters 1960–1975. Chatto & Windus. ISBN 978-0701185763.. (edited by Henry Hardy and Mark Pottle), Chatto & Windus, (2013) .
- Berlin, Isaiah (13. 10. 2015). Affirming: Letters 1975–1997. National Geographic Books. ISBN 978-1784740085.. (edited by Henry Hardy and Mark Pottle), Chatto & Windus, (2015) .